# Geranium divaricatum
Geranium divaricatum là một loài thực vật có hoa trong họ Mỏ hạc. Loài này được Ehrh. mô tả khoa học đầu tiên năm 1792.

## Hình ảnh

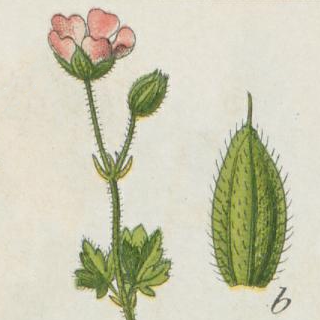
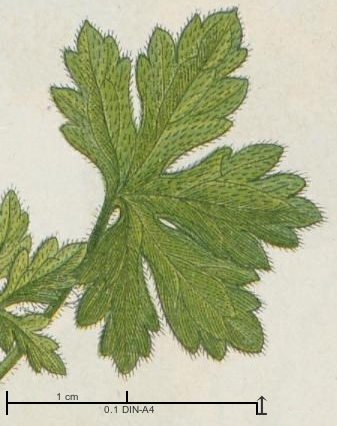